# Giacomo Prandina
Giacomo Prandina (San Pietro in Gu, 25 luglio 1917 – Gusen, 13 marzo 1945) è stato un ingegnere, militare e partigiano italiano, decorato di medaglia d'oro al valor militare alla memoria nel corso della seconda guerra mondiale.

## Biografia
Nacque a San Pietro in Gu, provincia di Padova, il 25 luglio 1917, figlio di Opprendino e Adelaide Lovato, ultimogenito di dieci fratelli. I genitori, di modeste condizioni economiche, erano dediti alla cura dei campi di loro proprietà dai quali traevano il sostentamento per la numerosa famiglia. Mentre studiava al terzo anno della Facoltà di Ingegneria presso l'Università degli Studi di Padova nel luglio 1941, in piena seconda guerra mondiale, fu chiamato a prestare servizio militare di leva nel Regio Esercito, assegnato al 12º Reggimento dell'arma del genio. Ammesso a frequentare il corso di preparazione per l'addestramento a divenire allievo ufficiale di complemento, venendo nominato caporale nel mese di settembre. In quello stesso mese chiese, in risposta a d un bando di concorso, il trasferimento alla Regia Aeronautica come allievo ufficiale del Corpo del Genio Aeronautico. Nel marzo 1943 fu nominato sottotenente di complemento nel ruolo ingegneri, e nel mese di giugno inviato alla Scuola di applicazione di Firenze e assegnato due mesi dopo in servizio presso il comando della 2ª Zona Aerea Territoriale. Laureatosi in Ingegneria elettrotecnica conseguì presso il Politecnico di Torino anche la laurea in Costruzioni aeronautiche. 
Fervente cattolico, aderente all'Azione Cattolica, alla data dell'8 settembre si trovava presso il comando della 2ª Zona Aerea Territoriale di Padova, e si diede alla macchia incominciando ad organizzare le bande partigiane del vicentino e padovano. Si impegnò nell'allestimento dei campi di aviolancio e partecipò a diverse azioni di guerriglia, aiutando inoltre soldati dispersi ed ebrei assieme all'amico Mariano Rumor.
Nel maggio del 1944 assieme a Luigi Cerchio "Gino", comunista, e a Gaetano Bressan "Nino", anche lui di San Pietro in Gu e futuro comandante della Brigata Damiano Chiesa, fondò il "Battaglione Guastatori" della futura divisione partigiana "Vicenza" e assunse il ruolo di commissario politico. Pur operando con prudenza, sotto il nome di battaglia di "Pi Erre", per mantenere il suo operato nella clandestinità, venne ben presto individuato dalla polizia della Repubblica Sociale Italiana come uno dei massimi esponenti della Resistenza nella zona del vicentino. Per circa cinque mesi riuscì a sfuggire al mandato di cattura emesso contro di lui, finché il 31 ottobre 1944, dopo aver presieduto a una riunione tenuta a Vicenza nella canonica della Madonna della Pace, ritornò a San Pietro in Gu per assistere la madre malata. Al suo arrivo presso la casa dei genitori, arrivò anche un gruppo di militi della Guardia Nazionale Repubblicana che riuscirono ad arrestarlo dopo un breve tentativo di fuga insieme ai fratelli Antonio e Angelo, i quali furono rilasciati la sera stessa.
Condotto dapprima alla caserma di Sandrigo, successivamente venne trasferito alle carceri San Biagio di Vicenza al fine di impedire qualsiasi tentativo di liberazione da parte dei compagni partigiani. Vi rimase per cinquantatré giorni, subendo duri interrogatori, torture e sevizie di ogni tipo allo scopo di fargli rivelare ogni informazione utile all'individuazione della sua cellula di resistenti, senza successo. 
Il 21 dicembre 1944 venne trasferito a Bolzano dove, insieme a Torquato Fraccon e suo figlio Franco Fraccon, fu fatto salire su un camion e portato al campo di concentramento di Mauthausen e poi al sottocampo di Gusen II. Qui si spense per gli stenti poco prima dell'arrivo degli Alleati. Il suo corpo fu successivamente cremato in loco. La data di morte ufficiale è il 13 marzo 1945.

### Riconoscimenti
- I Comuni di Vicenza, Carmignano di Brenta, Grantorto, Padova, gli hanno intitolato una via.
- Il Comune di San Pietro in Gu, suo paese natale, gli ha dedicato una piazza. Proprio in questo luogo, il 20 aprile 2024 è stata posata la pietra di inciampo che ricorda la sua deportazione e la sua morte a Gusen.
- A Padova gli è stata intitolata una caserma non più attiva.

### Fonti
1. 1 2  Ufficio Storico dell'Aeronautica Militare 1969, p. 238.
2. ↑   Giacomo Prandina, su Centro Studi Internamento Deportazione. URL consultato il 12 maggio 2023.
3. 1 2 3 4 5 6 7  Biografia Resistenti.
4. 1 2 3 4 5 6  Combattenti Liberazione.
5. ↑  Anpi Vicenza - scheda Archiviato il 16 luglio 2007 in Internet Archive. - visto 20 dicembre 2008
6. ↑  La data è ricavata dall'atto di morte ufficiale conservato presso il Comune di San Pietro in Gu.
7. ↑  Quirinale - scheda - visto 20 dicembre 2008
8. ↑  Bollettino Ufficiale 1958, disp.8, pag.516.